# Smile.direct
smile.direct assurances, succursale de Helvetia Compagnie Suisse d'Assurances SA est une filiale spécialisée pour assurances en ligne d’un assureur avec siège à Wallisellen,.

## Histoire
L’entreprise trouve son origine dans la coopérative spécialisée Assurances-vie Coop Vie créée en 1917 de différents représentants syndicaux dans le Union suisse des coopérative de consommation.En 1954, la Coop Vie développa ensemble avec des syndicats la Société d'assurances (autrefois Coop Tele Assurance) et propose depuis des assurances de biens et de responsabilité civile pour les ménages privés. En l‘an 2000 a eu lieu la fusion avec la  Fribourgeoise Générale d'Assurance SA en Coop Générale d'Assurance SA. La même année, le groupe d'assurance Coop et Nationale Suisse (SNVG) décidaient de réunir leurs activités sur le marché suisse. En 2008, la Coop Générale d'Assurance SA a été renommée en smile.direct et le focus de l’entreprise pour la vente de produits d’assurance placé sur Internet,,. En 2015, on reprend la Nationale Suisse des Helvetia Assurances Suisse. Depuis, smile.direct assurances est une entreprise de la Helvetia Assurances Suisse,.

## Produits
smile.direct propose les produits d’assurance suivants,:
- smile.car – Assurance automobile
- smile.home – Assurance ménage et assurance responsabilité civile privée
- smile.bike – Assurance moto
- smile.travel – Assurance voyage
- smile.legal – Assurance de protection juridique

## Distinction
Dans le sondage de satisfaction client 2017 de Comparis établi en coopération avec l’institut d’études de marché GfK, smile.direct a été récompensé dans la catégorie Assurance automobile d’une note de 5.4 (sur 6) et dans la catégorie Assurance ménage et responsabilité civile privée d’une note de 5.3 (sur 6),.